# Câu lạc bộ bóng đá nữ Thành phố Hồ Chí Minh I
Câu lạc bộ bóng đá nữ Thành phố Hồ Chí Minh I là câu lạc bộ bóng đá nữ có trụ sở tại Thành phố Hồ Chí Minh, Việt Nam. Đội có sân nhà là Sân vận động Thống Nhất.

## Lịch sử
Câu lạc bộ thành lập năm 1998 với tên gọi Câu lạc bộ bóng đá nữ Thành phố Hồ Chí Minh và vào năm 2000, Câu lạc bộ lại tham dự với cái tên đại diện Quận 1 Thành phố Hồ Chí Minh. Năm 2016, Câu lạc bộ lại đổi tên thành Câu lạc bộ bóng đá nữ Thành phố Hồ Chí Minh I.

## Tên đội bóng
- 1998–1999: Thành phố Hồ Chí Minh
- 2000: Quận 1 Thành phố Hồ Chí Minh
- 2001–2015: Thành phố Hồ Chí Minh
- 2016–2020: Thành phố Hồ Chí Minh I
- 2021: Thành phố Hồ Chí Minh
- 2022–nay: Thành phố Hồ Chí Minh I

## Thành tích

### Danh hiệu trong nước
- Vô địch Quốc gia

 Vô địch (13): 2002, 2004, 2005, 2010, 2015, 2016, 2017, 2019, 2020, 2021, 2022, 2023, 2024 (Kỷ lục)
 Á quân (4): 1998, 1999, 2013, 2018
 Hạng ba (3): 2000, 2011, 2012
- Cúp Quốc gia

 Vô địch (3): 2020, 2021, 2022 (Kỷ lục)
- U19

 Vô địch (0):
 Á quân (3): 2014, 2018, 2019
 Hạng ba (4): 2010, 2011, 2012, 2015
- U16

 Vô địch (0):
 Á quân (1): 2018
 Hạng ba (3): 2016, 2019, 2022

## Danh hiệu quốc tế
- AFC Women's Champions League

Bán kết (1): 2024–25

## Đội hình
Ghi chú: Quốc kỳ chỉ đội tuyển quốc gia được xác định rõ trong điều lệ tư cách FIFA. Các cầu thủ có thể giữ hơn một quốc tịch ngoài FIFA.
| Số | VT | Quốc gia | Cầu thủ               |
| -- | -- | -------- | --------------------- |
| 1  | TM | Việt Nam | Đoàn Thị Ngọc Phượng  |
| 2  | HV | Việt Nam | Đỗ Thị Thúy Kiều      |
| 3  | HV | Việt Nam | Nguyễn Thị Thùy Linh  |
| 4  | HV | Hoa Kỳ   | Aubrey Goodwill       |
| 5  | HV | Việt Nam | Danh Lâm Kim Phụng    |
| 6  | TV | Việt Nam | Ngô Thị Hồng Nhung    |
| 7  | TĐ | Việt Nam | Nguyễn Thị Ngọc Duyên |
| 8  | TV | Việt Nam | Cù Thị Huỳnh Như      |
| 9  | TĐ | Việt Nam | Huỳnh Như             |
| 10 | TV | Việt Nam | Phan Thị Trang        |
| 11 | TĐ | Việt Nam | K'Thủa                |
| 12 | HV | Việt Nam | Phan Thị Ngọc Trâm    |
| 15 | HV | Việt Nam | Phạm Thúy An          |
| 16 | HV | Việt Nam | Hoàng Thị Kim Quế     |
| 17 | TV | Việt Nam | Trần Thị Thu Thảo     |

| Số | VT | Quốc gia | Cầu thủ                       |
| -- | -- | -------- | ----------------------------- |
| 18 | TĐ | Việt Nam | Nguyễn Thị Tuyết Ngân         |
| 19 | HV | Việt Nam | Chương Thị Kiều               |
| 20 | TV | Hoa Kỳ   | Chelsea Lê                    |
| 21 | TĐ | Việt Nam | Châu Ngọc Bích                |
| 23 | TM | Việt Nam | Thị Bích                      |
| 24 | TĐ | Hoa Kỳ   | Sabrina Cabrera               |
| 27 | TM | Việt Nam | Danh Thị Kiều My              |
| 28 | HV | Việt Nam | Nguyễn Thị Kim Yên            |
| 29 | TĐ | Việt Nam | Danh Thị Thúy Hằng            |
| 30 | TM | Việt Nam | Quách Thu Em                  |
| 36 | HV | Việt Nam | Nguyễn Thị Như Ý              |
| 43 | TĐ | Hoa Kỳ   | Ashley Tonthat                |
| 72 | TV | Việt Nam | Trần Nguyễn Bảo Châu          |
| 88 | TV | Việt Nam | Trần Thị Thùy Trang (captain) |

## Huấn luyện viên
| Các huấn luyện viên trưởng của Thành phố Hồ Chí Minh I \| - 1998-2003: Trần Anh Tuấn - 2004-2006: Trần Tấn Lợi - 2007: Hồ Văn Tam - 2008: Trịnh Công Phương - 2009: Ngô Lê Bằng - 2010: Trần Tấn Lợi, Vương Á Nam - 2011: Trần Tấn Lợi - 2012-2013: Nguyễn Hữu Thắng - 2014- Hiện tại: Đoàn Thị Kim Chi \| |
| - 1998-2003: Trần Anh Tuấn - 2004-2006: Trần Tấn Lợi - 2007: Hồ Văn Tam - 2008: Trịnh Công Phương - 2009: Ngô Lê Bằng - 2010: Trần Tấn Lợi, Vương Á Nam - 2011: Trần Tấn Lợi - 2012-2013: Nguyễn Hữu Thắng - 2014- Hiện tại: Đoàn Thị Kim Chi                                                              |

## Đội trưởng
| Các đội trưởng của Thành phố Hồ Chí Minh I \| - 2017-2018: Đặng Thị Kiều Trinh - 2019-2020-2021: Huỳnh Như - 2022 - Hiện tại: Trần Thị Thuỳ Trang \| |
| - 2017-2018: Đặng Thị Kiều Trinh - 2019-2020-2021: Huỳnh Như - 2022 - Hiện tại: Trần Thị Thuỳ Trang                                                  |

## Thành tích tạiGiải nữ Vô địch Quốc gia
| Thành tích của Thành phố Hồ Chí Minh I tại Giải Vô địch Quốc gia | Thành tích của Thành phố Hồ Chí Minh I tại Giải Vô địch Quốc gia | Thành tích của Thành phố Hồ Chí Minh I tại Giải Vô địch Quốc gia | Thành tích của Thành phố Hồ Chí Minh I tại Giải Vô địch Quốc gia | Thành tích của Thành phố Hồ Chí Minh I tại Giải Vô địch Quốc gia | Thành tích của Thành phố Hồ Chí Minh I tại Giải Vô địch Quốc gia | Thành tích của Thành phố Hồ Chí Minh I tại Giải Vô địch Quốc gia | Thành tích của Thành phố Hồ Chí Minh I tại Giải Vô địch Quốc gia | Thành tích của Thành phố Hồ Chí Minh I tại Giải Vô địch Quốc gia |
| Năm                                                              | Thành tích                                                       | St                                                               | T                                                                | H                                                                | B                                                                | Bt                                                               | Bb                                                               | Điểm                                                             |
| ---------------------------------------------------------------- | ---------------------------------------------------------------- | ---------------------------------------------------------------- | ---------------------------------------------------------------- | ---------------------------------------------------------------- | ---------------------------------------------------------------- | ---------------------------------------------------------------- | ---------------------------------------------------------------- | ---------------------------------------------------------------- |
| 1998                                                             | Á quân                                                           | -                                                                | -                                                                | -                                                                | -                                                                | -                                                                | -                                                                | -                                                                |
| 1999                                                             | Á quân                                                           | -                                                                | -                                                                | -                                                                | -                                                                | -                                                                | -                                                                | -                                                                |
| 2000                                                             | Hạng ba                                                          | -                                                                | -                                                                | -                                                                | -                                                                | -                                                                | -                                                                | -                                                                |
| 2001                                                             | Thứ 4                                                            | -                                                                | -                                                                | -                                                                | -                                                                | -                                                                | -                                                                | -                                                                |
| 2002                                                             | Vô địch                                                          | -                                                                | -                                                                | -                                                                | -                                                                | -                                                                | -                                                                | -                                                                |
| 2003                                                             | Thứ 4                                                            | -                                                                | -                                                                | -                                                                | -                                                                | -                                                                | -                                                                | -                                                                |
| 2004                                                             | Vô địch                                                          | 10                                                               | 7                                                                | 2                                                                | 1                                                                | 20                                                               | 10                                                               | 23                                                               |
| 2005                                                             | Vô địch                                                          | 10                                                               | 7                                                                | 1                                                                | 2                                                                | 16                                                               | 9                                                                | 22                                                               |
| 2006                                                             | Thứ 4                                                            | 10                                                               | 4                                                                | 2                                                                | 4                                                                | 22                                                               | 10                                                               | 14                                                               |
| 2007                                                             | Thứ 4                                                            | 10                                                               | 5                                                                | 2                                                                | 3                                                                | 16                                                               | 8                                                                | 17                                                               |
| 2008                                                             | Thứ 4                                                            | 10                                                               | 4                                                                | 4                                                                | 2                                                                | 12                                                               | 9                                                                | 16                                                               |
| 2009                                                             | Thứ 4                                                            | 10                                                               | 2                                                                | 4                                                                | 4                                                                | 8                                                                | 11                                                               | 10                                                               |
| 2010                                                             | Vô địch                                                          | 10                                                               | 6                                                                | 3                                                                | 1                                                                | 15                                                               | 4                                                                | 21                                                               |
| 2011                                                             | Hạng ba                                                          | 10                                                               | 5                                                                | 4                                                                | 1                                                                | 10                                                               | 4                                                                | 19                                                               |
| 2012                                                             | Hạng ba                                                          | 10                                                               | 5                                                                | 2                                                                | 3                                                                | 17                                                               | 6                                                                | 17                                                               |
| 2013                                                             | Á quân                                                           | 10                                                               | 5                                                                | 4                                                                | 1                                                                | 20                                                               | 6                                                                | 19                                                               |
| 2014                                                             | Thứ 5                                                            | 10                                                               | 3                                                                | 3                                                                | 4                                                                | 10                                                               | 12                                                               | 12                                                               |
| 2015                                                             | Vô địch                                                          | 12                                                               | 9                                                                | 3                                                                | 0                                                                | 30                                                               | 4                                                                | 30                                                               |
| 2016                                                             | Vô địch                                                          | 14                                                               | 10                                                               | 3                                                                | 1                                                                | 41                                                               | 5                                                                | 33                                                               |
| 2017                                                             | Vô địch                                                          | 14                                                               | 13                                                               | 0                                                                | 1                                                                | 39                                                               | 4                                                                | 39                                                               |
| 2018                                                             | Á quân                                                           | 12                                                               | 8                                                                | 3                                                                | 1                                                                | 35                                                               | 5                                                                | 27                                                               |
| 2019                                                             | Vô địch                                                          | 12                                                               | 9                                                                | 3                                                                | 0                                                                | 48                                                               | 3                                                                | 30                                                               |
| 2020                                                             | Vô địch                                                          | 14                                                               | 13                                                               | 1                                                                | 0                                                                | 47                                                               | 4                                                                | 40                                                               |
| 2021                                                             | Vô địch                                                          | 4                                                                | 4                                                                | 0                                                                | 0                                                                | 10                                                               | 2                                                                | 12                                                               |
| 2022                                                             | Vô địch                                                          | 12                                                               | 9                                                                | 3                                                                | 0                                                                | 28                                                               | 6                                                                | 30                                                               |
| 2023                                                             | Vô địch                                                          | 14                                                               | 11                                                               | 2                                                                | 1                                                                | 39                                                               | 5                                                                | 35                                                               |
| 2024                                                             | Vô địch                                                          | 14                                                               | 10                                                               | 3                                                                | 1                                                                | 32                                                               | 9                                                                | 33                                                               |